# Villa de Vallecas
Villa de Vallecas es uno de los 21 distritos de Madrid, situado a 9 km al sureste de Madrid. Está organizado administrativamente en tres barrios: casco histórico de Vallecas (18.1), Santa Eugenia (18.2) y Ensanche de Vallecas (18.3).

## Historia
Este distrito surge tras la división de 1987. El pueblo de Vallecas había sido municipio independiente de la provincia de Madrid hasta su anexión a Madrid por decreto de 10 de noviembre de 1950.
Hasta 1988 era un barrio del distrito de Mediodía, que desapareció entonces creándose el distrito de Villa de Vallecas e integrándose el resto de barrios del desaparecido distrito en Villaverde, Puente de Vallecas y Usera.

## Cultura
La Patrona de Villa de Vallecas es la Virgen de la Torre.
Cuenta con 2 bibliotecas públicas. La Biblioteca Gerardo Diego pertenece a la red de bibliotecas del Ayuntamiento de Madrid y la Biblioteca Pública Luis Martín-Santos a la red de bibliotecas de la Comunidad de Madrid.

## Geografía
El distrito limita con:
- Los municipios de Rivas-Vaciamadrid y Getafe al sur, de los que lo separa la autopista M-50.
- El distrito de Vicálvaro al este, separado de Villa de Vallecas por la A-3.
- El distrito de Puente de Vallecas al norte, separado de Villa de Vallecas por la avenida de la Democracia, la línea de ferrocarril Madrid-Zaragoza y la autopista M-40.
- El distrito de Villaverde al oeste, separado de la Villa de Vallecas por el río Manzanares.

Este distrito se encuentra en plena expansión, puesto que al sur del casco antiguo se ha edificado el Ensanche de Vallecas, que ocupa la superficie que separa el casco de la M-45 (Ensanche de Vallecas) y parte de la superficie entre la M-45 y la M-50 (Valdecarros Madrid).
Dentro de los terrenos del distrito se encuentra Mercamadrid, central de los mercados mayoristas de la ciudad con gran actividad comercial de madrugada.

### Barrios

División en barrios del distrito de Villa de Vallecas

El distrito está conformado por los siguientes tres barriosː
- Casco histórico de Vallecas (181)
- Santa Eugenia (182)
- Ensanche de Vallecas (183)

## Administración y política

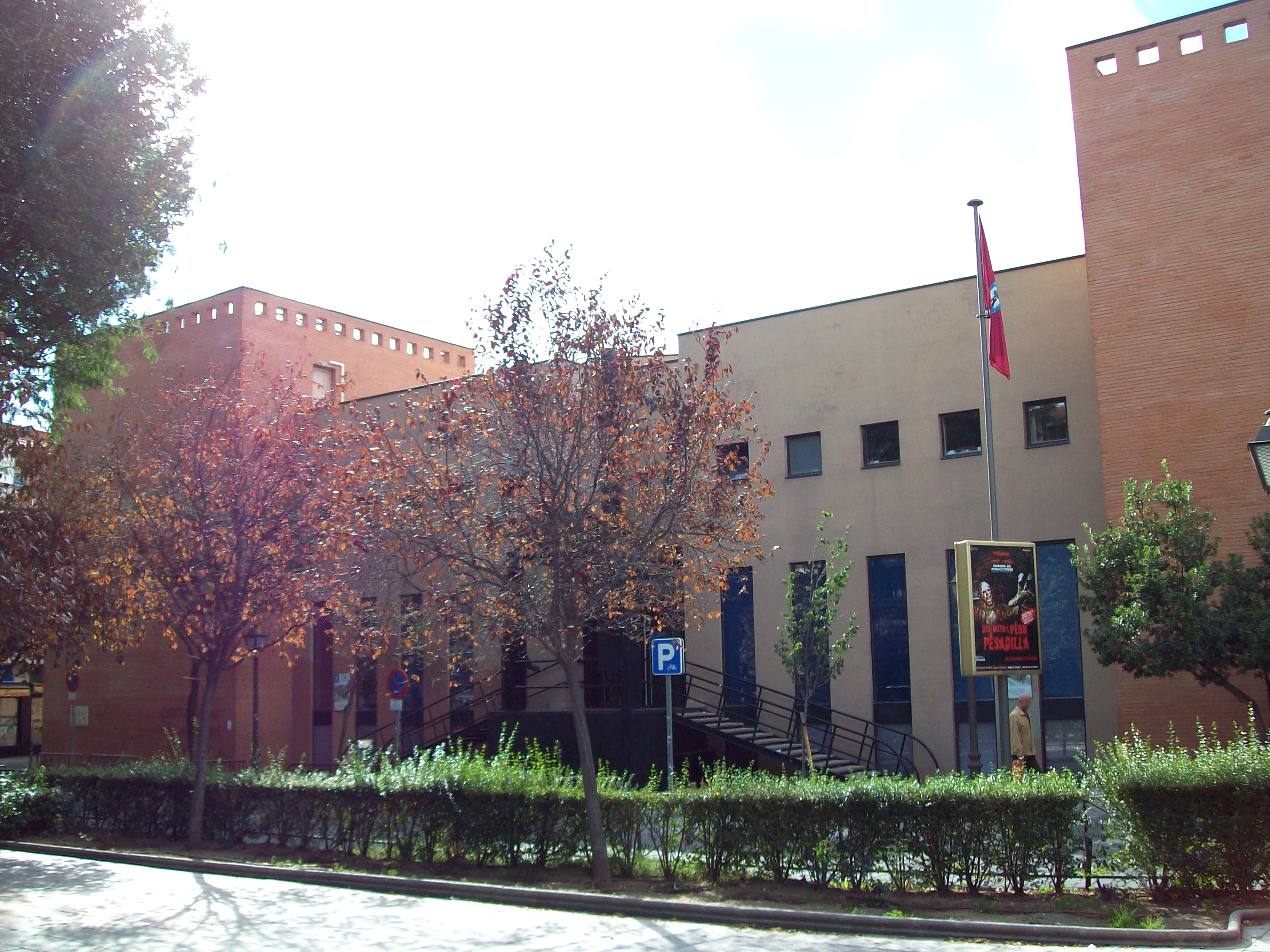
Sede de la J.M.D. de Villa de Vallecas

El Partido Popular lleva gobernando en Villa de Vallecas desde 1991, salvo la excepción de la legislatura 2015-2019, cuyo presidente fue Paco Pérez, de Más Madrid.
Actualmente, el concejal-presidente de Villa de Vallecas es Carlos González Pereira, del Partido Popular.
La Junta municipal del distrito está compuesta por 26 vocales vecinos, siendo la composición actual la siguiente: Partido Popular (PP): 13 vocales; Más Madrid (MM): 6 vocales; Partido Socialista Obrero Español (PSOE): 5 vocales y Vox: 2 vocales. 
El PP y el PSOE cuentan con sede en el distrito de Villa de Vallecas. Además, en el distrito existen las Juventudes Socialistas y las Nuevas Generaciones del PP, esta última organización con representación en la Junta municipal del distrito a través del PP.
El concejal-presidente que más tiempo ha estado en el cargo fue Ángel Garrido (PP), que presidió Villa de Vallecas durante 12 años.
En las últimas elecciones celebradas en el distrito, el 4 de mayo de 2021, el Partido Popular fue el partido más votado con un 34 % de los votos, seguido de Más Madrid con un 24,5 % y del PSOE, en tercer lugar, con un 18,6 %. En cuarto lugar quedó Podemos, con un 10,2 %, seguido por Vox con un 7,4 % y por Ciudadanos con un 3,35 %.
| Concejal-presidente         | Inicio del mandato | Fin del mandato | Partido | Partido |
| Elena Utrilla               | 1991               | 1999            |         | PP      |
| Ángel Garrido               | 1999               | 2011            |         | PP      |
| Manuel Troitiño             | 2011               | 2015            |         | PP      |
| Paco Pérez Ramos            | 2015               | 2019            |         | MM      |
| Concepción Chapa Monteagudo | 2019               | 2023            |         | CS y PP |
| Carlos González Pereira     | 2023               | Actualidad      |         | PP      |

| Partidos                  | Votos  | Porcentaje |
| ------------------------- | ------ | ---------- |
| Podemos-IU-EQUO-CLIAS     | 15 666 | 29.9 %     |
| PP                        | 13 688 | 26.12 %    |
| PSOE                      | 11 725 | 22.38 %    |
| Cs                        | 9569   | 18.26 %    |
| PACMA                     | 721    | 1.38 %     |
| UPyD                      | 231    | 0.44 %     |
| VOX                       | 171    | 0.33 %     |
| Recortes Cero-Grupo Verde | 150    | 0.29 %     |
| PCPE                      | 71     | 0.14 %     |
| FE de las Jons            | 54     | 0.1 %      |
| PH                        | 32     | 0.06 %     |
| P-LIB                     | 21     | 0.04 %     |
| SAIN                      | 17     | 0.03 %     |

## Servicios

### Transporte

#### Cercanías
Villa de Vallecas es uno de los distritos periféricos mejor comunicados con el centro de la ciudad a través del ferrocarril. Cuenta con dos estaciones denominadas Vallecas (situada justo encima de la estación Sierra de Guadalupe de la Línea 1 de Metro) y Santa Eugenia, en el barrio del mismo nombre. 

#### Metro
El 1999 llegó el metro a Villa de Vallecas, concretamente la línea 1 de Metro de Madrid recorre el distrito con seis estaciones (tres desde 1999 y tres desde 2007). Éstas son Sierra de Guadalupe, Villa de Vallecas, Congosto, La Gavia, Las Suertes y Valdecarros.

#### Autobuses
Dentro de la red de la Empresa Municipal de Transportes de Madrid, las siguientes líneas prestan servicio al distrito:
| Línea | Terminales                                    |
| ----- | --------------------------------------------- |
| 54    | Estación de Atocha – Congosto                 |
| 58    | Puente de Vallecas – Santa Eugenia            |
| 63    | Felipe II – Santa Eugenia                     |
| 103   | Estación de El Pozo – Ecobulevar              |
| 130   | Villaverde Alto – Vicálvaro                   |
| 142   | Pavones – Ensanche de Vallecas                |
| 145   | Conde de Casal – Ensanche de Vallecas         |
| E     | Conde de Casal – Sierra de Guadalupe          |
| H1    | Sierra de Guadalupe – Hospital Infanta Leonor |
| T31   | Estación de El Pozo – Sierra de Guadalupe     |
| T32   | Legazpi – Mercamadrid                         |
| N9    | Cibeles – Ensanche de Vallecas                |
| N25   | Alonso Martínez – Villa de Vallecas           |

### Educación

#### Educación infantil, primaria y secundaria
En el distrito de Villa de Vallecas, hay al menos 15 centros privados de educación infantil (0-3 años) y 4 escuelas infantiles públicas (2 de titularidad municipal y 2 de la Comunidad de Madrid), 9 centros públicos de educación infantil y primaria (CEIP), 3 institutos de educación secundaria (María Rodrigo, Santa Eugenia y Villa de Vallecas), así como varios centros privados concertados de enseñanza: San Eulogio, Sagrado Corazón Padre Pulgar, Liceo Versalles, Mater Amabilis, Nueva Castilla, GSD Las Suertes, Torrevilano y Stella Maris.

### Sanidad
En el distrito existen dos hospitales de la red sanitaria pública de la Comunidad de Madrid. El Hospital Virgen de la Torre que se encuentra en el casco histórico y el Hospital Infanta Leonor, construido en una parcela muy próxima a la estación de Metro de Sierra de Guadalupe. Fue inaugurado en 2008, siendo presidenta de la Comunidad de Madrid Esperanza Aguirre y alcalde de Madrid Alberto Ruiz Gallardón.

## Fiestas
Las fiestas patronales de la Villa de Vallecas son en honor a Nuestra Señora de la Torre y se celebran durante el segundo fin de semana de septiembre. Se llevan a cabo en el recinto ferial de Enrique García Álvarez, donde se realizan diversas celebraciones, destacando el flamenco, de gran implantación en la zona, recordando las raíces andaluzas de muchos de los actuales habitantes.
Las antiguas fiestas patronales de Villa de Vallecas ocupaban casi todo el mes de septiembre y eran de carácter eminentemente religioso. El primer fin de semana se celebraban los actos en honor a la Virgen del Rosario, antigua patrona, con procesión, limonada, etc. En el siguiente, los vecinos acudían en masa a la romería del Cristo de Rivas y el último, a la de la Virgen de la Torre. El pueblo se engalanaba y se sucedían otros actos como procesión por el pueblo, gigantes y cabezudos, comidas, limonadas, bailes, toros, etc. Las celebraciones llegaban hasta el último rincón involucrando a todos los vecinos. La Virgen de la Torre fue ganando devotos entre los vecinos hasta lograr suplantar a la Virgen del Rosario, quedando sus fiestas reducidas a una semana en torno al 8 de septiembre.
La fiestas patronales de Villa de Vallecas en honor a la Virgen de la Torre empiezan con la bajada de la ermita de la Patrona el primer domingo de septiembre.
Romerías de la Virgen de la Torre: el segundo domingo de mayo (subida desde San Pedro Ad-víncula hacia su ermita) y el primer domingo de septiembre (bajada desde su ermita hacia San Pedro Ad-víncula y comienzo de fiestas patronales).